# Paul de Maleingreau
Paul Constant Eugène de Maleingreau, eigentlich Malengreau, den Nachnamen de Maleingreau legte er sich erst später zu, (* 23. November 1887 in Trélon; † 9. Januar 1956 in Brüssel) war ein französischer Komponist und Organist.

## Leben und Wirken
Paul Maleingreau studierte am Konservatorium Brüssel Orgel und Komposition, u. a. bei Alphonse Desmet (1864–1944) und Edgar Tinel, außerdem nahm er Privatunterricht bei Paul Gilson. Ab 1913 lehrte er selbst dort, zunächst Harmonielehre, ab 1920 Orgel. 1929 bis 1953 hatte er eine Orgelprofessur am Brüsseler Konservatorium inne. Maleingreau gilt als der erste, der in Belgien das gesamte Orgelwerk von Johann Sebastian Bach zur Aufführung brachte (1921/22 in Brüssel). Zu seinen Schülern zählen Pierre Froidebise, Charles Koenig, Robert Kohnen, Paul Sprimont, Bernard Piché und Herman Roelstraete.
Maleingreaus kompositorisches Schaffen umfasst über 100 Werke, die insbesondere der Orgel (vor allem liturgische Werke) und dem Klavier (u. a. 12 Sonaten) gewidmet sind, aber auch Kammermusik und 2 Sinfonien. Stilistisch lassen sich Einflüsse von César Franck, dem Impressionismus und des gregorianischen Chorals erkennen.